# Йенбах, Бела
Бе́ла Йе́нбах (нем. Béla Jenbach, 1 апреля 1871, Мишкольц, Боршод-Абауй-Земплен — 21 января 1943, Вена) — австро-венгерский актёр, либреттист оперетт, киносценарист. Настоящее имя: Бела Якобович (Béla Jacobowicz). Известен как автор или соавтор либретто оперетт Имре Кальмана и Франца Легара, в том числе знаменитой «Королевы чардаша» («Сильвы»).
Принимал также участие в создании 14 экранизаций своих оперетт и комедий. В честь Йенбаха названа улица Йенбахгассе в венском районе Хитцинг (1955 год).

## Биография
Родился в Венгрии, в еврейской семье. В возрасте 18 лет приехал в Вену. Первые месяцы он брал уроки речи, чтобы устранить акцент. После этого он был принят в труппу венского Бургтеатра и изменил свою фамилию на Йенбах.
Женился на актрисе Анне Брандштеттер, у них родилась дочь Лидия. Недовольный низким заработком рядового актёра, Йенбах взялся за написание либретто оперетт и вскоре заслужил репутацию первоклассного драматурга-либреттиста. Репутация упрочилась после шумного успеха «Королевы чардаша» (1915 год); четыре либретто Йенбах написал в 1920-е годы для оперетт Франца Легара.

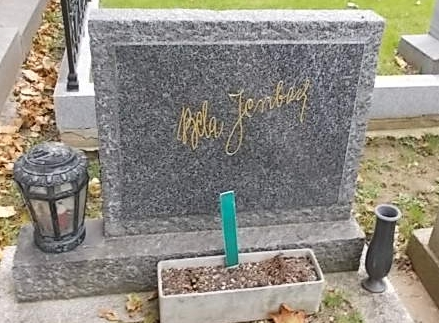
Могила Йенбаха в Вене

В нацистский период, когда развернулась охота на евреев, Йенбах прятался в подвале возле венской Кауницгассе. После трёх лет в этом подземелье у него обнаружился рак желудка на последней стадии. Йенбах умер 21 января 1943 года, жена пережила его всего на восемь дней. В этом же году его сестра Ида Йенбах погибла в Минском гетто. Они похоронены на протестантском кладбище Мацляйнсдорф.

## Творчество

### Оперетты
- Der lila Domino, 1912, с Эмерихом фон Гатти; музыка Шарля Кювилье (Charles Cuvillier).
- Ein Tag im Paradies, 1913, с Лео Штайном; музыка Эдмунда Эйслера.
- Королева чардаша (Die Csárdásfürstin), 1915, с Лео Штайном[4]; музыка Имре Кальмана.
- Голландочка (Das Hollandweibchen), 1920, с Лео Штайном; музыка Имре Кальмана.
- Голубая мазурка (Die Blaue Mazur), 1920, 1925, с Паулем Кнеплером[нем.]; музыка Франца Легара.
- Кло-Кло, 1924; музыка Франца Легара.
- Паганини (Paganini), 1925, с Паулем Кнеплером; музыка Франца Легара.
- Царевич (Der Zarewitsch), 1927, с Хайнцем Райхертом; музыка Франца Легара.
- Die Fahrt in die Jugend, 1933, с Людвигом Хршфельдом; музыка Эдуарда Кюннеке.

### Комедия
- Der Herr ohne Wohnung, 1913 (с Рудольфом Остеррайхером )

## Внешние ссылки
- Йенбах, Бела на сайте Discogs
- Йенбах, Бела в Немецкой национальной библиотеке.
- Фильмография.